# See (Neuenmarkt)
See ([zeː] , oberfränkisch: Sie) ist ein Gemeindeteil der Gemeinde Neuenmarkt im Landkreis Kulmbach (Oberfranken, Bayern). See liegt in der Gemarkung Neuenmarkt.

## Geographie
Das Dorf bildet mit Oberlangenroth im Südosten eine geschlossene Siedlung. Diese liegt am Fuße des Kulmbergs (456 m ü. NHN, 1 km südwestlich) und ist weitestgehend von Acker- und Grünflächen umgeben. Im Westen entspringt die Fölschnitz, ein linker Zufluss des Weißen Mains. Die Kreisstraße KU 21 führt nach Fölschnitz zur Staatsstraße 2182 (2,1 km westlich) bzw. nach Hegnabrunn (2,7 km südöstlich). Eine Gemeindeverbindungsstraße zweigt von der KU 21 ab und führt nach Raasen (1,2 km nördlich). Von dieser zweigt wiederum ein Anliegerweg nach Unterlangenroth ab (0,6 km östlich).

## Geschichte
1369 wurde ein Zinshof „zu dem See“ urkundlich erwähnt. Dies ist zugleich der erste Beleg für den Ort. Namensgebend ist See. Zu dieser Zeit wurde jede Wasseransammlung so bezeichnet, auch solche, die man heute als Teich bezeichnen würde. Ob der damalige kleine See identisch ist mit dem See zwischen Ober- und Unterlangenroth, bleibt unklar.
See bildete mit Lettenhof und Raasen eine Realgemeinde. Gegen Ende des 18. Jahrhunderts bestand See aus 21 Anwesen. Das Hochgericht übte das bayreuthische Stadtvogteiamt Kulmbach aus. Dieses hatte zugleich die Dorf- und Gemeindeherrschaft. Grundherren waren das Kastenamt Kulmbach (4 Tropfgütlein), der Markgräfliche Lehenhof Bayreuth (1 Hof), das Klosteramt Kulmbach (3 Drittelhöfe, 2 Viertelhöfe), das Stiftskastenamt Himmelkron (1 Halbhof, 1 Tropfhäuslein), die Verwaltung Ramsenthal (1 Tropfgütlein), der Bischöfliche Lehenhof Bamberg (1 Halbhof), das bambergische Amt Stadtsteinach (1 Hof, 1 Gütlein), das Rittergut Danndorf (1 Gut), das Rittergut Thurnau (3 Güter) und das Rittergut Guttenberg (1 Halbhof).
Von 1797 bis 1810 unterstand der Ort dem Justiz- und Kammeramt Kulmbach. Mit dem Gemeindeedikt wurde See dem 1811 gebildeten Steuerdistrikt Hegnabrunn und der 1812 gebildeten Ruralgemeinde Neuenmarkt zugewiesen.

### Baudenkmäler
- Haus Nr. 7: Wohnstallhaus

### Einwohnerentwicklung
| Jahr      | 001809 | 001818 | 001861 | 001871 | 001885 | 001900 | 001925 | 001950 | 001961 | 001970 | 001987 |
| Einwohner | 141    | 112    | 147    | 150    | 152    | 144    | 140    | 209    | 128    | 128    | 123    |
| Häuser    |        | 18     |        |        | 22     | 21     | 24     | 24     | 27     |        | 29     |
| Quelle    | [ 11 ] | [ 8 ]  | [ 12 ] | [ 13 ] | [ 14 ] | [ 15 ] | [ 16 ] | [ 17 ] | [ 18 ] | [ 19 ] | [ 1 ]  |

## Religion
See ist seit der Reformation evangelisch-lutherisch geprägt und nach St. Oswald (Untersteinach) gepfarrt.